# Coolshop Holding
Coolshop Holding A/S er et dansk holdingselskab for en koncern, der driver engros- og detailhandel via internettet. Holdingselskabet ejer 75 % af Entertainment Trading A/S, mens de resterede 25 % ejes af Heartland A/S. Ejerne af Coolshop Holding er Jacob Risgaard samt brødrene Mike og Mark Nielsen. I 2002 etablerede de netbutikken Coolshop, der sælger computerspil, elektronik og meget andet via. internettet. I 2024 byggede de nyt lager og hovedkvarter på 22.000 m2 i Nørresundby.
Koncernen inkluderer forskellige datterselskaber til webshoppen Coolshop i Danmark, Sverige, Storbritannien og Tyskland. Legetøjsbutikskæden Kids Coolshop på Island er også en del af virksomheden. I 2024 købte de computerspilsdistributøren Nordic Game Supply. Virksomheden fokuserer på logistik og pakker og står bag InventNord & PakkecenterNord og Homerunner. Desuden investerer de i andre virksomheder igennem selskabet CoolGroup A/S.
I 2023 havde Coolshop Holding en samlet omsætning på 1,687 mia. kroner. De har ca. 300 ansatte (2023).